# Eglise Notre-Dame-de-l’Assomption (La Neuveville)

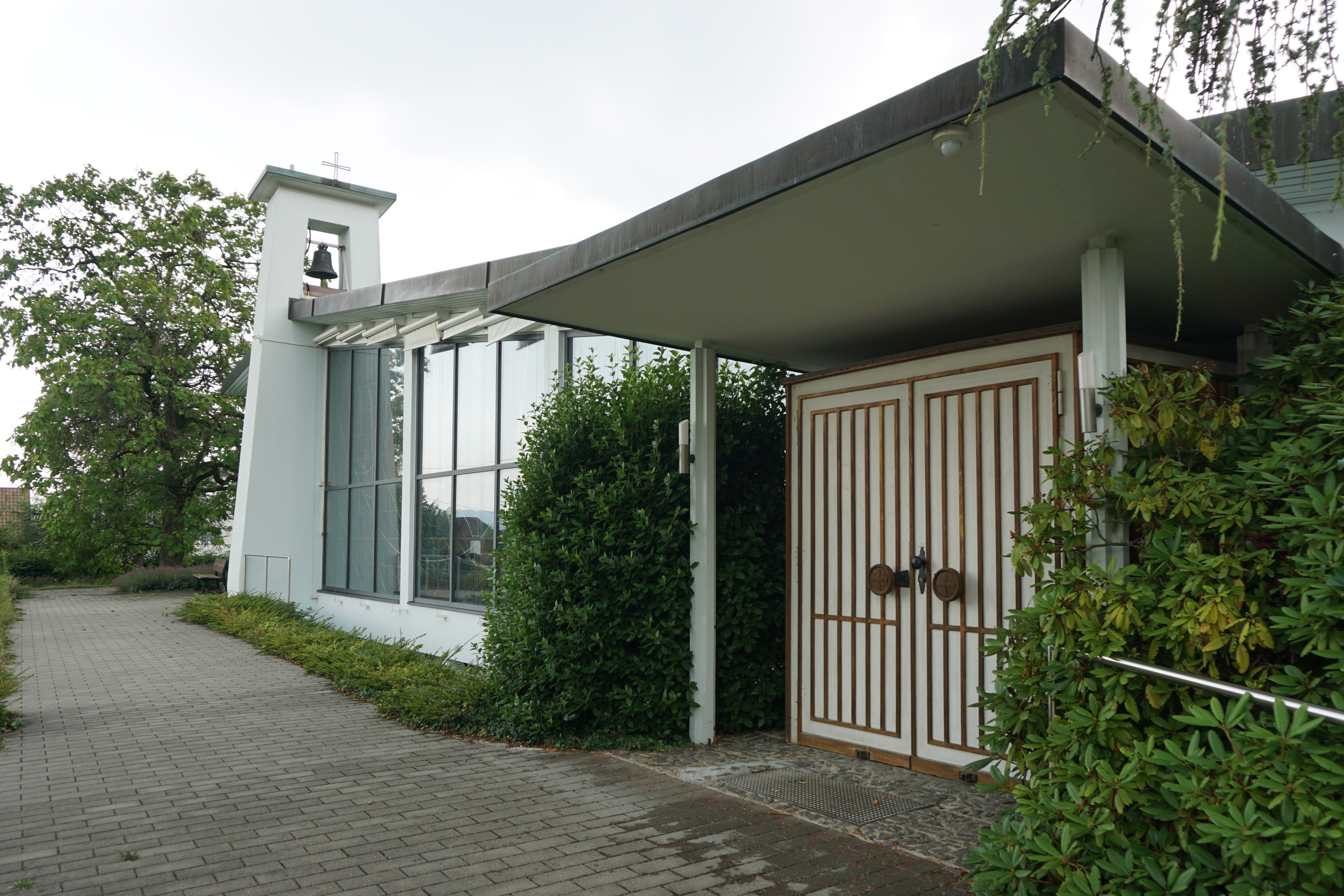
Kirche Maria Himmelfahrt

Die Eglise Notre-Dame-de-l’Assomption ist die römisch-katholische Pfarrkirche in La Neuveville, deutsch Neuenstadt, in der Agglomeration Biel im Kanton Bern. Die 1954 erbaute Kirche ist im Bauinventar des Kantons Bern als erhaltenswertes Objekt eingestuft.

## Geschichte und Pfarreistruktur
Der Pastoralraum Biel/Bienne-La Neuveville ist Teil der Bistumsregion, die den Kanton Jura zusammen mit dem Berner Jura und dem französischsprachigen römisch-katholischen Teil der Stadt Biel umfasst. Der französischsprachige Teil des Bistums Basel wird Jura pastoral / Unités pastorales genannt. Von der Stadt am Bielersee bis zu den Dörfern am Fusse des Chasseral reichend, zählt die Gemeinde Notre-Dame de l’Assomption rund 1500 katholische Mitglieder. Das Einzugsgebiet der Pfarrei umfasst neben La Neuveville die Orte auf dem Tessenberg: Nods BE, Diesse, Lamboing und Prêles. Ab der Reformation gab es in Neuenstadt lange Zeit keine katholischen Kirchen. 1858 entstand wieder eine katholische Gemeinde, die der Marienpfarrei Biel zugeteilt war. Die erste Heilige Messe in Neuenstadt wurde erst 1947 in der Halle des Stadtmuseums gefeiert. Bereits 1946 startete auf Initiative von Pater Jean Nicod das Projekt zum Bau einer eigenen Kirche, die acht Jahre später gebaut und unter das Patrozinium Mariä Himmelfahrt gestellt wurde. 1967 wurde die Pfarrei Mariä Himmelfahrt Neuenstadt vom Staat Bern als autonome Kirchgemeinde anerkannt. Pater Germain Girard wurde damals von Weihbischof Joseph Candolfi als Pfarrer eingesetzt.

## Baubeschreibung
Am 25. Oktober 1953 nahm der Pfarrer von Biel Othmar Jeannerat den ersten Spatenstich vor und weihte den Bauplatz ein. Ein Jahr später war der Stahlbetonbau an der Rue des Mornets 15, am oberen Ortsrand, vollendet. Das Profil der Kapelle wird durch das Dach mit zwei asymmetrischen Neigungen und einer leicht vorragenden Dachtraufe an der Strassenseite geprägt. Die zu einem Rebberg liegende Giebelseite ist vom schräg zulaufenden Kirchturm unterteilt und mit dem Haupteingang unter einem Baldachin ist die Ostseite als Hauptfassade ausgezeichnet. Gerade Granitstufen führen zum Vorplatz und zum Eingang der Kirche der auch über eine Rampe erreichbar ist. Westlich anschliessend verbindet eine verglaste Galerie die Kapelle mit einem Gemeinderaum.
1971 wurde ein benachbartes Grundstück für den Bau einer «cure», eines Pfarrhauses zugekauft.

### Ausstattung

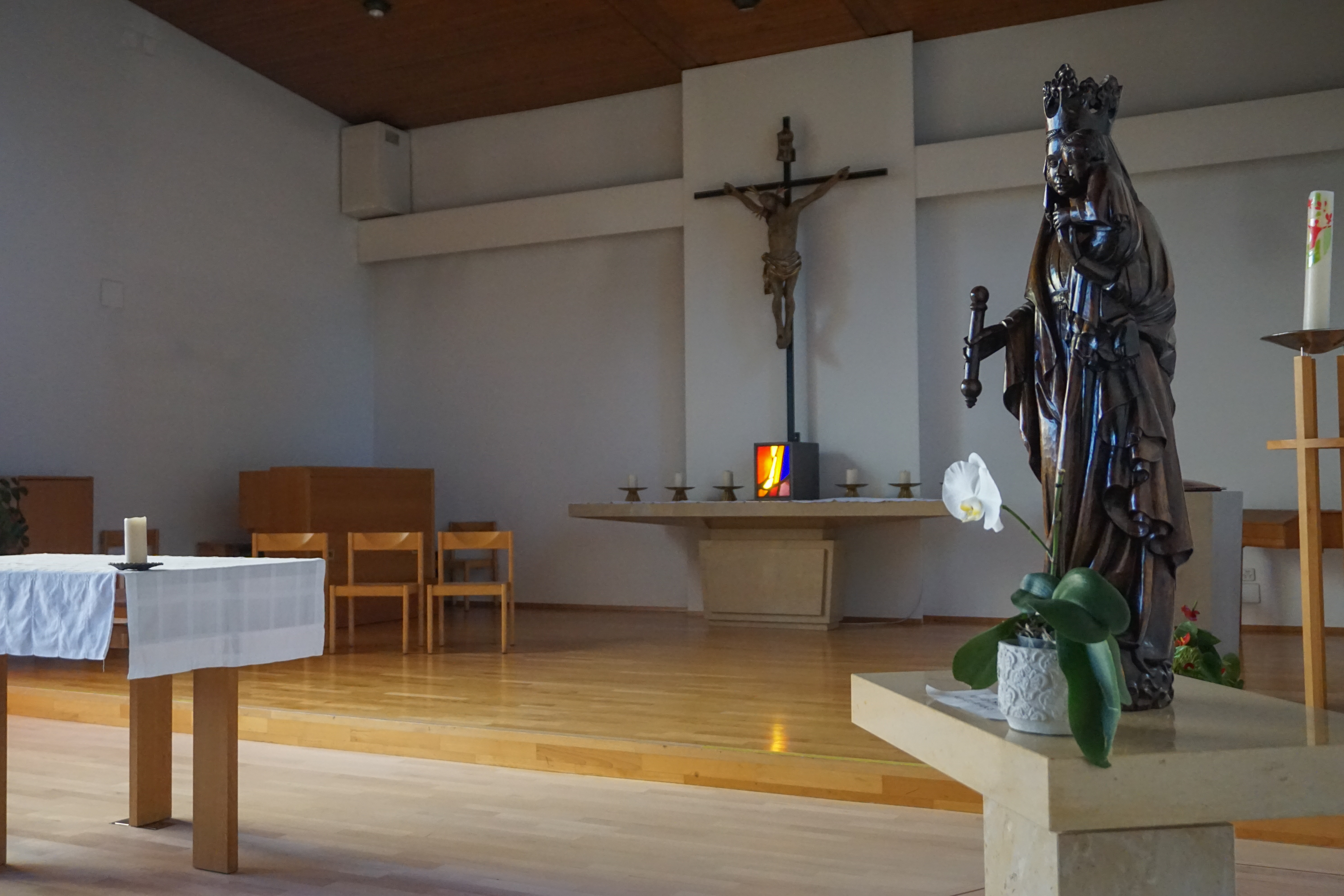
Chorraum der Kirche

Die 250 Personen fassende Kapelle musste jahrelang ohne eine besonders ausschmückende Ausstattung bestehen. Die grossflächig verglaste Ostwand bot mit ihren weissen Scheiben zwar viel Licht, doch keinen ästhetischen Anblick. 1997 beschloss die Gemeindeversammlung die Verschönerung der Kirche. Die Walliser Künstlerin Isabelle Tabin Darbellay (* 1947) erhielt den Auftrag die neutralen Fenster mit Buntglasscheiben künstlerisch zu gestalten. Unter Mitarbeit des Freiburger Künstlers Michel Eltschinger (* 1939) entstanden das bemalte grosse Ostfenster und die kleinen nördlichen Nebenfenster die 1998 eingeweiht wurden. Auch der aus unsichtbar beleuchteten Glasplatten gestaltete Tabernakel von 2001 ist ein Werk von Isabel Tabin Darbellay. Der umgestaltete Chor mit einem neuen Altar wurde 2002 eingeweiht.